# 쑹 자매

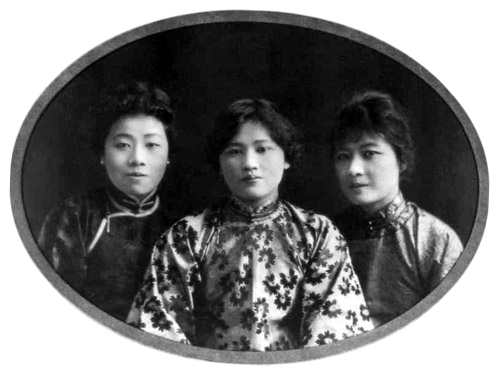
쑹 자매가 함께 한 사진. 왼쪽: 쑹아이링, 가운데: 쑹칭링, 오른쪽: 쑹메이링

쑹 자매 또는 송 자매(宋家姐妹, 宋氏三姐妹)는 중국의 유력한 쑹씨 가문의 유명한 세 명의 자매를 말하는데 그 남편들은 모두 20세기초 중국 역사에서 가장 중요한 역할을 한 인물들이다. 이 세 자매와 그들의 남편의 역사가 바로 20세기초 중국의 역사였다고 볼 수 있다. 이들은 각각 "돈을 사랑한", "중국을 사랑한", "권력을 사랑한" 여인이라는 별명으로 지칭된다.

## 구성원
세 자매의 아버지는 미국에서 교육받은 감리교 목사 찰리 쑹(중국명은 쑹자수)이며 은행업과 출판업으로 막대한 부를 축적했다. 또한  찰리 쑹은 쑨원과 장제스의 장인이기도 했다. 그는 세 자매 외에도 세 아들(장남 쑹쯔원, 차남 쑹쯔량, 3남 쑹쯔안)을 두었는데 그 세 아들 모두 중화민국에서 고위직에 있었다.
| 이름     | 중국이름                                                            | 별칭 및 약전 |
| -------- | ------------------------------------------------------------------- | --- |
| 쑹아이링 | 중국어 간체자: 宋蔼龄, 정체자: 宋藹齡, 병음: Sòng Àilíng (송애령)   | 세 자매중 맏이. 부유한 은행가, 재무관 쿵상시와 결혼. "돈을 사랑한" 여인.                                                           |
| 쑹칭링   | 중국어 간체자: 宋庆龄, 정체자: 宋慶齡, 병음: Sòng Qìnglíng (송경령) | 세 자매중 둘째. 중국 건국의 아버지 쑨원과 결혼. 중화인민공화국에서 둥비우와 함께 주석(1968년-1972년)을 지냄. "중국을 사랑한" 여인. |
| 쑹메이링 | 중국어 간체자: 宋美龄, 정체자: 宋美齡, 병음: Sòng Méilíng (송미령)  | 세 자매중 막내. 중국 국민당의 총통 장제스와 결혼. "권력을 사랑한"'여인.                                                            |

## 문화
- 3자매의 삶을 다룬 영화, 송가황조가 있다.

## 같이 보기
- 중화민국의 역사
- 중국국민당